# ISO 3166-2:NO
Die Liste der ISO-3166-2-Codes für  Norwegen enthält die Codes für die 11 Provinzen (Fylke) und zwei Außengebiete (Stand: 2020–2023).

Die Codes bestehen aus zwei Teilen, die durch einen Bindestrich voneinander getrennt sind. Der erste Teil gibt den Landescode gemäß ISO 3166-1 (für  Norwegen NO), der zweite den Code für die Fylke und die Außengebiete wieder.
Die aktuellen Codes stehen auf der Seite der ISO unter #iso:code:3166:NO zur Verfügung.

Codes für die 2024 wiederhergestellten Fylker Akershus, Buskerud, Finnmark, Telemark, Troms, Vestfold und Østfold wurden noch nicht vergeben.
| Provinz              | Code  |
| -------------------- | ----- |
| Agder                | NO-42 |
| Innlandet            | NO-34 |
| Jan Mayen1           | NO-22 |
| Møre og Romsdal      | NO-15 |
| Nordland             | NO-18 |
| Oslo                 | NO-03 |
| Rogaland             | NO-11 |
| Svalbard1            | NO-21 |
| Troms og Finnmark    | NO-54 |
| Trøndelag            | NO-50 |
| Vestfold og Telemark | NO-38 |
| Vestland             | NO-46 |
| Viken                | NO-30 |

Karte Norwegens (vor der Regionalreform 2024)

1Außengebiete. Diese sind separat nochmals in der ISO 3166-2:SJ codiert.